# Äripäev
Äripäev („Geschäftstag“) ist die auflagenstärkste Wirtschaftszeitung Estlands. Der Sitz der Redaktion befindet sich in der estnischen Hauptstadt Tallinn.
Äripäev wurde zum Ende der sowjetischen Besetzung Estlands, im Zeichen von Glasnost und Perestroika, durch das schwedische Wirtschaftsblatt Dagens Industri, das dem Medienkonzern Bonnier gehört, und dem estnischen Unternehmer Ülo Pärnits (* 1936) gegründet.
Die erste Nummer erschien am 9. Oktober 1989. Bis Mai 1992 war Äripäev eine Wochenzeitung, bis Februar 1996 erschien sie drei Mal die Woche, seitdem täglich von Montag bis Freitag. Seit Mai 1997 ist die Bonnier-Verlagsgruppe Alleineigentümer von Äripäev.
Zum Konzern gehört auch die russischsprachige Wirtschaftszeitung Estlands, Деловые Ведомости / Delovõje Vedomosti (DV), die seit November 1996 erscheint. Die jeden Mittwoch erscheinende DV hat eine Auflage von 4.400 Stück.